# Bulbophyllum purpurascens
Bulbophyllum purpurascens es una especie de orquídea epifita  originaria de  	 Asia.

## Descripción
Es una orquídea de pequeño tamaño, con hábitos epifita con  pseudobulbo que tiene forma ovoide, lisa y brillante en la juventud y angular con la edad, son unifoliados que llevan una sola hoja, apical, áspera y correosa, elíptica,  caducas y una inflorescencia delgada, erguida, bracteada de 18 cm de largo  que surge de un pseudobulbo maduro formando una umbela de 10 a 19 flores en el ápice y se mantiene muy por encima de la hoja. Florece en la primavera, verano y otoño.

## Distribución y hábitat
Se encuentra en Tailandia, Birmania y la isla de Java, Borneo y Sumatra, en las tierras bajas y bosques montanos bajos sobre troncos y ramas de los árboles, a menudo colgando sobre el agua, en alturas entre 900 y 1700 metros.   

## Cultivo
Esta especie crece bien en macetas con temperaturas cálidas, sombra profunda y necesitando mucha humedad y fertilizantes para florecer bien.

## Taxonomía
Bulbophyllum purpurascens fue descrita por Teijsm. & Binn. y publicado en Natuurkundig Tijdschrift voor Nederlandsch-Indië 24: 308. 1862.
Etimología
Bulbophyllum: nombre genérico que se refiere a la forma de las hojas que es bulbosa.
purpurascens: epíteto latino que significa "de color púrpura", en referencia a las hojas.
Sinonimia
- Bulbophyllum citrinum (Ridl.) Ridl.
- Bulbophyllum curtisii Ridl.
- Bulbophyllum perakense Ridl.
- Bulbophyllum peyerianum (Kraenzl.) Seidenf.
- Bulbophyllum rhizophoreti Ridl.
- Bulbophyllum tenasserimense J.J.Sm.
- Cirrhopetalum citrinum Ridl.
- Cirrhopetalum compactum Rolfe
- Cirrhopetalum lendyanum Rchb.f.
- Cirrhopetalum pallidum Schltr.
- Cirrhopetalum peyerianum Kraenzl.
- Phyllorchis purpurascens (Teijsm. & Binn.) Kuntze
- Phyllorkis purpurascens (Teijsm. & Binn.) Kuntze[4][5]